# حوزه انتخابیه یازدهم فلوریدا

حوزه انتخابیه یازدهم فلوریدا

حوزه انتخابیه یازدهم فلوریدا یک حوزه انتخابیه مجلس نمایندگان آمریکا است که در ایالت فلوریدا قرار دارد.